# Akriflavin
Az akriflavin dezinficiens, baktericid, illetve bakteriosztatikus hatású vegyület. Narancsos-barnás színű por, belélegezve, szembe jutva ártalmas. Bőrre jutva beszínezi azt. A Glycosept nevű ecsetelő hatóanyaga. Bizonyos gombaellenes hatással is rendelkezik. Az alkalmazás helyén enyhe fájdalom- és viszketés-csillapító hatása van.
A VIII. Magyar Gyógyszerkönyvben akriflavinium-monoklorid (Acriflavinii monochloridum)  néven hivatalos.  

## Készítmények
- Glycosept
- Glyco-magistralis oldat